# کریستین فردریکسن
کریستین فردریکسن (دانمارکی: Christian Frederiksen؛ زادهٔ ۳۱ ژانویهٔ ۱۹۶۵) قایقران کانو اهل دانمارک است.